# Затвор
Затвор је установа где се извршавају затворске казне по правоснажној и извршној пресуди суда. У затвору се човеку ограничава слобода у оној мери у којој је то неопходно да би се остварила сврха кажњавања. Главне службе у затворима су служба за обезбеђење и служба за преваспитање. Наука која се бави затворским системима назива се пенологија. Лице које издржава затворску казну назива се затвореник. Поред формалног затворског система у сваком затвору постоји и неформални затворски систем који стварају осуђена лица.
У америчком енглеском језику термини prison и jail имају одвојене дефиниције, мада се то увек не одражава у свакодневном говору. Затвор или казнионица служи за држање људи на дуже временске периоде, на пример дуги низ година, и њима управља државна или савезна влада. Сврха притвора је затварање људе на краће временске периоде (нпр. због краћих казни или притвора пре суђења) и њима обично управља локална влада. Изван Северне Америке, ови термини често имају исто значење.

## Историја

### Антички и средњовековни
Употреба затвора може се пратити до успона државе као облика друштвене организације. С складу са доласком државе је био и развој писаног језика, који је омогућио стварање формализованих правних кодекса као службених смерница за друштво. Најпознатији од ових раних правних кодекса је Хамурабијев законик, написан у Вавилону око 1750. године пре нове ере. Казне за кршење закона из Хамурабијевог законика биле су скоро искључиво усредсређене на концепт lex talionis („закон одмазде”), при чему су људи били кажњавани као облик освете, често од самих жртава. Овај појам казне као освете или одмазде може се наћи и у многим другим правним кодексима из раних цивилизација, укључујући древне сумерске законике, индијски Манусмрити (Манава Дарма Састра), Хермес Трисмегист у Египту и израелитски Мозесов закон.
Неки старогрчки филозофи, попут Платона, почели су да развијају идеје о употреби казне за реформу преступника уместо да је једноставно користе због ње саме. Затвор као казна првобитно се користио за оне који нису могли приуштити да плате своје казне. На крају, пошто осиромашени Атињани нису могли да плате своје казне, што је довело до неодређено дугих робија, успостављени су временски рокови. Затвор у древној Атини био је познат као десмотерион („место ланаца“).
Римљани су међу првима користили затворе као облик казне, а не само као притвор. За смештај затвореника кориштени су различити постојећи објекти, попут металних кавеза, подрума јавних зграда и каменолома. Један од најистакнутијих римских затвора био је Мамертински затвор, основан око 640. године п.н.е. по налогу Анка Марција. Мамертински затвор се налазио у канализационом систему испод старог Рима и садржавао је велику мрежу тамница у којима су затвореници држани у бедним условима, загађеним људским отпадом. Присилни рад на пројектима јавних радова такође је био уобичајен облик кажњавања. У многим случајевима, грађани су осуђивани на ропство, често у ергастули (примитивном облику затвора у којем су бунтовни робови били везани ланцима за радне столове и обављали тешке послове).
Током средњег века у Европи, дворци, тврђаве и подруми јавних зграда често су се користили као привремени затвори. Поседовање права и могућност затварања грађана, међутим, давало је легитимитет званичницима на свим нивоима власти, од краљева преко регионалних дворова до градских већа; а могућност да неко буде затворен или убијен служила је као ознака онога ко је у друштву поседовао моћ или ауторитет над другима. Још једна уобичајена казна била је осуђивање људи на галијско ропство, које је укључивало везивање затвореника на дно бродова и присиљавање на веслање на поморским или трговачким пловилима.